# Franz Ernst Scherer
Franz Ernst Scherer, magyarosan: Scherer Ferenc Ernő (Bécs, 1805. – Pöstyén, 1879. március 16.) sebész-, szülész-mester és műtő.

## Élete
Bécsben 1827-ben nyerte oklevelét és Pöstyénben telepedett le. Az ő gyűjteményei szolgáltak a pöstyéni múzeum alapjául. 76. évet élt.

## Művei
- Die heissen Quellen und Bäder zu Pőstény (Piestjan) in Ungarn. Leipzig u. Wien, 1837.
- Sprechende Pflanzen. Pressburg, 1857.